# Covington (Waszyngton)
Covington – miasto w Stanach Zjednoczonych, w stanie Waszyngton, w hrabstwie King.